# Mariarosa Dalla Costa
Mariarosa Dalla Costa (née à Trévise le 28 avril 1943) est une sociologue et écrivaine italienne, co-autrice, avec Selma James, de l'ouvrage, devenu un classique, Le Pouvoir des femmes et la subversion sociale.
Ce texte a amorcé le débat sur le travail domestique, qu'il redéfinit comme travail productif nécessaire au fonctionnement du capital, mais rendu invisible car absent des rapports salariaux.
Militante du collectif Lotta Femminista, à Padoue, Mariarosa Dalla Costa a développé dans cette analyse une critique de l'opéraïsme, courant marxiste dissident italien apparu en 1961.
En 1972, elle fonde à Padoue, avec Silvia Federici, le Collettivo Internazionale Femminista, une organisation dont le but est de promouvoir le débat et l'action politique autour du travail domestique, qui a donné naissance à la Campagne internationale pour le salaire du travail domestique (IWHC).
Diplômée en droit en 1976 avec une thèse en philosophie du droit, elle commence sa carrière universitaire à la fin des années 70 en devenant l'assistante du professeur Toni Negri, également leader du parti Potere operaio. Elle enseigne par la suite de 1985 à 2013 à la faculté de sciences politiques de l'Université de Padoue, en tant que professeure agrégée de sociologie politique. Elle y dispense notamment les cours de « Globalisation : questions et mouvements » et « Mondialisation, droits de l'homme et promotion des femmes ».

## Œuvres
- Potere femminile e sovversione sociale, avec Selma Jones, Venise, Marsilio, 1974.
- « Riproduzione e emigrazione » in L’operaio multinazionale in Europa, sous la direction d'Alessandro Serafini, Milano, Feltrinelli, 1974.
- Famiglia, welfare e Stato tra progressismo e New Deal, Milan, FrancoAngeli, 1983.
- Donne sviluppo e lavoro di riproduzione. Questioni delle donne e dei movimenti, avec Giovanna F. Dalla Costa, Milano, FrancoAngeli, 1996.
- Isterectomia. Il problema sociale di un abuso contro le donne, Milan, FrancoAngeli, 1998.
- « L’indigeno che è in noi, la terra cui apparteniamo », in Camminare domandando: la rivoluzione zapatista, sous la direction d'Alessandro Marucci, Roma, DeriveApprodi, 1999.
- Donne e politiche del debito. Condizione e lavoro femminile nella crisi del debito internazionale, avec Giovanna F. Dalla Costa, Milano, FrancoAngeli, 2002.
- Nostra madre Oceano. Questioni e lotte del movimento dei pescatori, Rome, DeriveApprodi, 2005.